# Franciszek Giedroyć
Franciszek Giedroyć herbu Hippocentaurus – oboźny polny litewski w 1757 roku, podczaszy wołkowyski, towarzysz petyhorski.

## Życiorys
Był członkiem konfederacji radomskiej 1767  roku. W załączniku do depeszy z 2 października 1767 roku do prezydenta Kolegium Spraw Zagranicznych Imperium Rosyjskiego Nikity Panina, poseł rosyjski Nikołaj Repnin określił go jako posła właściwego dla realizacji rosyjskich planów na sejmie 1767 roku, poseł powiatu wołkowyskiego  na sejm 1767 roku.
23 października 1767 jako poseł z powiatu wołkowyskiego wszedł w skład delegacji Sejmu, wyłonionej pod naciskiem posła rosyjskiego Nikołaja Repnina, powołanej w celu określenia ustroju Rzeczypospolitej.